# Збручовка
Збручовка (укр. Збручівка) — село в Волочисском районе Хмельницкой области Украины.
Население по переписи 2001 года составляло 44 человека. Почтовый индекс — 31211. Телефонный код — 3845. Занимает площадь 0,378 км². Код КОАТУУ — 6820980303.
В селе родилась бывшая солистка группы ВИА Гра Надежда Грановская.

## Местный совет
31211, Хмельницкая обл., Волочисский р-н, с. Авратин